# FX (kênh truyền hình)
FX là một kênh truyền hình trả tiền của Mỹ thuộc sở hữu của FX Networks, LLC, một công ty con của đơn vị Disney General Entertainment thuộc Công ty Walt Disney. Phát sóng ngày 1 tháng 6 năm 1994, mạng của chương trình gốc cạnh tranh kênh truyền hình mạng lưới cao cấp như HBO và Showtime, liên quan đến người lớn chủ đề và chất lượng cao hơn viết, chỉ đạo diễn xuất. Nó cũng mang chiếu lại của bộ phim sân khấu và phát sóng mạng hài kịch.
Tháng 7 năm 2015, FX có khoảng 94,006,000 thuê bao (80.8% của gia đình với ít nhất một bộ truyền hình) ở Hoa Kỳ. ngoài các kênh khác "FX" tên là cấp phép cho một số liên quan trả truyền hình, kênh trong các quốc gia trên khắp thế giới.

## Chương trình
FX có các phim nổi tiếng như: It's Always Sunny in Philadelphia, Sons of Anarchy, The Shield, Archer, American Horror Story, Anger Management, The Americans, Fargo, American Crime Story, Archer, Legion, and Atlanta và gần đây là mini-series Shōgun hiện đang phát sóng.
Các kênh cũng phát rạp phát hành phim từ mạng công ty chị em 20th Century Fox và các hãng phim (như Sony Pictures, Universal Pictures, Warner Bros. Pictures và Paramount), trong đó có nhiều ngoại hối là giờ cao điểm và phần lớn của nó cuối tuần lịch trình. Nó được phát sóng lặp đi lặp lại của mạng truyền hình hài kịch (như Two and a Half Man và làm thế Nào, tôi đã Gặp Mẹ của Bạn). Từ cuối năm 1990 đến giữa những năm 2000, mua lại các chương trình mà ngoại hối phát sóng bao gồm chủ yếu của loạt được phát sóng trên Fox giữa năm 1980 và những năm 2000 (như That '70s Show, kết Hôn... với trẻ Em, và Trong cuộc Sống Màu).

## Kênh Liên quan

### FX Movie Channel
FX Movie Channel (hoặc FXM) đưa ra vào ngày 31, 1994 như fXM: Movies from Fox (trước khi nó khởi động, các kênh đã được đặt tên là "Fox Movies Studios") Ban đầu đưa ra như một phụ phẩm của ngoại hối, các kênh tập trung vào bộ phim từ 20th Century Fox từ những năm 1930 đến năm 1970 cùng với một vài hãng phim khác. FXM đã trở thành một cách hiệu kênh vào ngày 1 Tháng ba năm 2000, khi nó đã được đổi tên thành Fox Movie Channel
Ngày 1 tháng giêng năm 2012, chương trình đã được chia thành hai 12 giờ khối: chính của nó trình lịch, từ 3:00 giờ sáng đến 3:00 chiều, giờ địa Phương, đã là một thương mại-miễn phí khối giữ lại những phim cũ từ 20th Century Fox thư viện. Một khối từ 3:00 chiều đến 3:00 giờ sáng Phương Đông và một phần lớn quảng cáo phiên bản hỗ trợ tiến hành một mở rộng đá gần đây phim từ Fox và một số khác hãng phim, mà là nhắm vào khán giả từ 12 và 49.
Vào Ngày 27, 2013, Fox Entertainment Group thông báo rằng Fox sẽ được hoàn toàn đổi tên dưới FXM tên và format. Kênh Phim truyện trở thành chính hiệu cho các kênh vào tháng chín, 2013; bộ phim kinh điển khối giữ lại Fox Kênh Phim tên cho đến tháng 9 năm 2014, khi các khối (mà vẫn giữ được một thương mại-miễn phí dạng) đã được đổi tên thành CỐNG cổ Điển.

### FXX
Nhằm vào những người trẻ 18 đến 34 tuổi phạm vi FXX là một kỹ thuật số cáp và kênh truyền hình vệ tinh mà đưa ra vào ngày 2, 2013 thay thế cho những môn thể thao hướng Fox Sports; GIÁ là một kênh giải trí tổng hợp mà chủ yếu tập trung vào hài (trong khi đó, ngoại hối tập trung chủ yếu trên series phim và phim mặc dù lòng đất và GIÁ, không duy trì cùng thể loại độc quyền dạng như là TBS và TNT như ngoại hối tiếp tục thực hiện truyền hình thực tế và phim hài hước, trong khi đánh GIÁ, mang một lựa chọn giới hạn của ấn tượng loạt và) chương trình của nó bao gồm gốc và mua lại loạt phim hài, một bộ phim và phim.
Với sự khởi động của các kênh đầu tiên chạy tập của một số hình hài hước loạt (như Nó luôn Luôn Nắng ở Philadelphia và Hoàn toàn Thiên vị với W. dinh bom Bell) đã chuyển lên GIÁ. Tại của nó khởi động hầu hết các nhà cung cấp đã thỏa thuận để thực hiện GIÁ, đã đặt các kênh trong thêm chi phí thể thao gói (mặc dù là một tướng dịch vụ giải trí) như một vật của vận chuyển giao dịch với trước chủ của GIÁ của kênh không gian, Fox bóng Đá, mặc dù điều này sẽ được sửa chữa.

## Quốc tế

### Châu Á
Trong năm 2004, Fox Network Asia và STAR TV (thông qua một thỏa thuận phân phối) hợp tác để khởi động FX châu Á. Các kênh được chia thành bốn vụ: một kênh quốc gia phân phối khắp lục địa, và ba kênh khu vực phục vụ Nam Triều tiên, và Philippines. Kênh này đã dừng phát sóng từ 1/10/2021.

### Canada
Vào ngày 6 tháng tám năm 2011, Rogers phương Tiện truyền thông nhập vào một thỏa thuận cấp phép! Mạng để khởi động FX Canada như một Loại B kỹ thuật số cáp và vệ tinh kênh đặc. Các kênh cũng được thực hiện bởi các nhà cung cấp khác như EastLink, Shaw Cáp và TV TẤN. mạng, mà đưa ra vào ngày 1 tháng mười năm 2011, có một sự pha trộn của ngoại hối loạt ban đầu; mua phim Mỹ và hàng loạt, và lập trình Canada gốc và sự kiện thể thao (theo yêu cầu của nội dung quy tắc áp đặt bởi những người Canada, Đài truyền hình và Ủy ban Viễn thông). FX của Canada phát sóng giấy phép yêu cầu rằng 15% của chương trình của nó bao gồm Canada nội dung trong đầu tiên của nó năm, 20% trong năm thứ hai của mình và 25% vào năm thứ ba.

### Châu Mỹ Latin
Thanh danh kênh ở Mỹ la tinh, là dành gần như hoàn toàn nhằm vào một đối tượng nam, như một đối tác của Fox Life, được tạo ra cho các khán giả. Ở Brazil, nó được phát sóng chủ yếu là bởi MẠNG TRUYỀN hình, Cơ TV, Oi TV, bầu TRỜI, Bỏ TRUYỀN hình THUẾ và TRUYỀN hình.

### Nam Phi
FX đã được đưa ra ở Nam Phi như một phần của StarSat cung cấp trong Tháng năm 2010.

### Thổ nhĩ kỳ
FX đã được đưa ra ở Thổ nhĩ kỳ vào ngày 14 năm 2008 trên D-thông Minh kỹ thuật số. Nó cũng có trên Teledünya và Tivibu nền tảng kỹ thuật số.

## Mạng khẩu hiệu
- "fX: The World's First Living Television Network" (primary; 1994–1996)
- "fX: TV Made Fresh Daily" (secondary; 1994–1996)
- "fX: TV with You in Mind" (1996–1997)
- "FX: Fox Gone Cable" (1997–2008)
- "There Is No Box" (2008–2013)
- "Fearless" (2013–present)